# Ribes burejense
Ribes burejense är en ripsväxtart som beskrevs av Friedrich Schmidt. Ribes burejense ingår i släktet ripsar, och familjen ripsväxter. Utöver nominatformen finns också underarten R. b. villosum.